# Кампана (Франция)
Кампана (фр. Campana, корс. Campana) — коммуна во Франции, находится в регионе Корсика. Департамент коммуны — Верхняя Корсика. Входит в состав кантона Кастаньичча. Округ коммуны — Корте.
Код INSEE коммуны — 2B052.

## Население
Население коммуны на 2008 год составляло 23 человека.
| 1962 | 1968 | 1975 | 1982 | 1990 | 1999 | 2008 |
| ---- | ---- | ---- | ---- | ---- | ---- | ---- |
| 73   | 50   | 33   | 20   | 36   | 24   | 23   |

## Экономика
В 2007 году среди 8 человек в трудоспособном возрасте (15—64 лет) 6 были экономически активными, 2 — неактивными (показатель активности — 75,0 %, в 1999 году было 50,0 %). Из 6 активных работали 5 человек (4 мужчины и 1 женщина), безработным был 1 мужчина. Два человека были пенсионерами.